# Paleobiologie

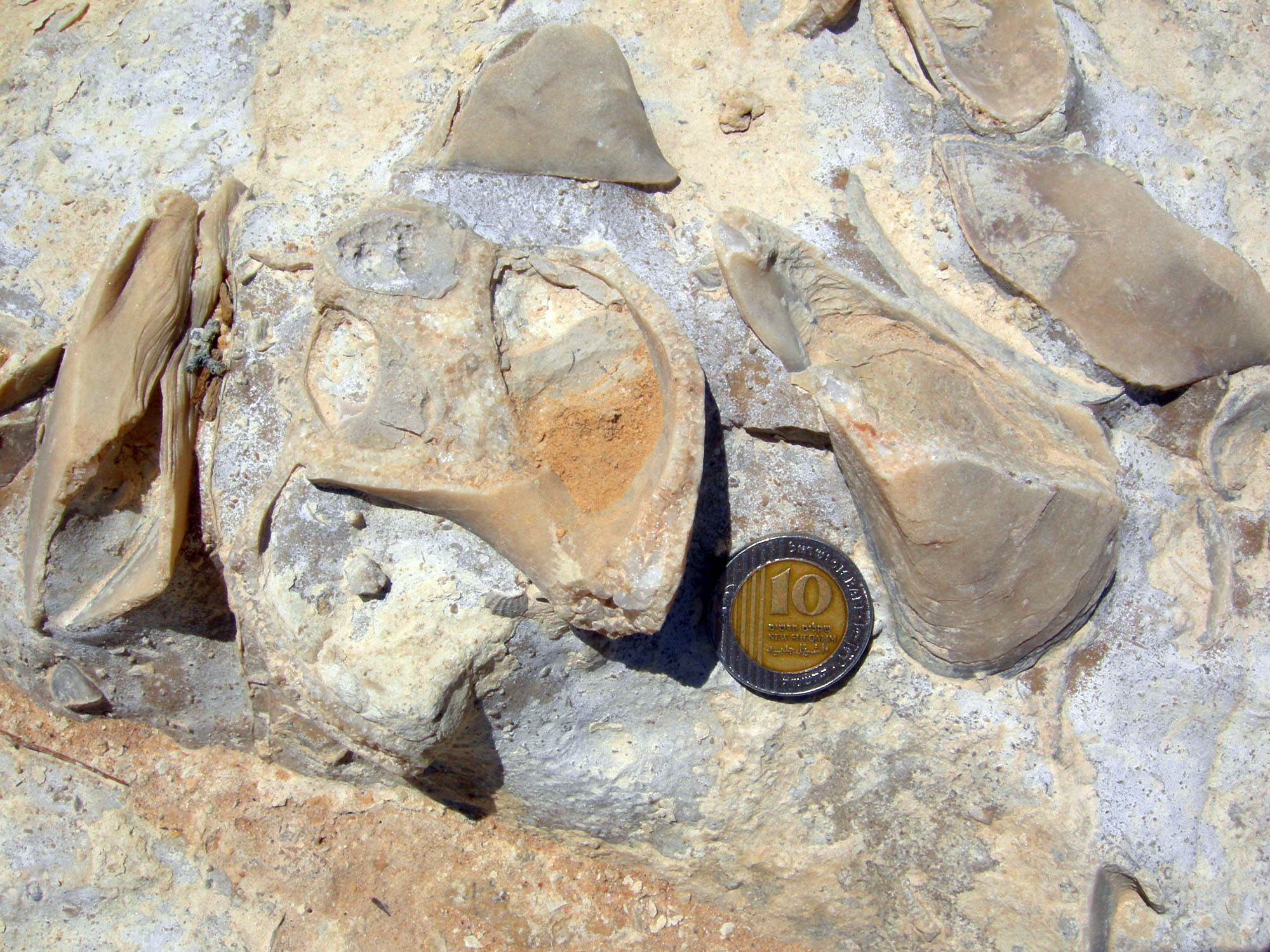

Paleobiologia este ramura biologiei, ce studiază originile și structurile fosilelor plantelor, animalelor și a altor organisme vii. Despre paleobiologie se poate spune că este studiul istoriei vieții și a viului în corelație cu istoria Pământului. Unii cercetători sunt de părere că paleobiologia este o ramură a paleontologiei, ceea ce nu este drept.

## Istoria paleobiologiei
Încă din timpurile străvechi, oamenii studiau fosilele. Astfel în epoca antică, grecii credeau că fosilele sunt rămășițele unor animale care au trăit cândva pe Pământ. Însă studiul fosilelor a început să se dezvolte la sfârșitul epocii medievale, prin lucrările lui Niels Stensen și James Hutton.